# Break Your Heart
"Break Your Heart" é uma canção do rapper britânico Taio Cruz, sendo o primeiro single do seu segundo álbum Rokstarr, de 2009. Foi lançado a 14 de Fevereiro de 2010 em formato CD single.. Foi lançado no iTunes e na BBC Radio 1 em 13 de fevereiro de 2010. Estreou na primeira posição na UK Singles Chart em 20 de setembro de 2009. Voltou ao topo da tabela três semanas depois de ter descido à quarta posição.. Um remix da canção com a participação de Ludacris alcançou o topo da Billboard Hot 100. Vendeu 3.712.000 cópias nos Estados Unidos até agosto de 2012.

## Desempenho nas tabelas musicais

### Posições
| Tabela musical (2009)                     | Melhor posição |
| ----------------------------------------- | -------------- |
| União Europeia - European Hot 100         | 6              |
| Israel - Irish Singles Chart              | 2              |
| Nova Zelândia - New Zealand Singles Chart | 17             |
| Reino Unido - UK R&B Singles Chart        | 1              |
| Suécia - Swedish Singles Chart            | 6              |
| Reino Unido - UK Singles Chart            | 1              |

| Tabela musical (2010)                            | Melhor posição |
| ------------------------------------------------ | -------------- |
| Brasil - Hot 100 Brasil                          | 17             |
| Canadá - Canadian Hot 100                        | 2              |
| Noruega - Norwegian Singles Chart                | 18             |
| Estados Unidos - Billboard Hot 100               | 1              |
| Estados Unidos - Billboard Dance/Club Play Songs | 30             |

## Histórico de lançamento
| País           | Data                   | Formato          | Editora        |
| -------------- | ---------------------- | ---------------- | -------------- |
| Reino Unido    | 13 de Setembro de 2010 | Download digital | Island Records |
| Reino Unido    | 14 de Setembro de 2010 | CD Single        | Island Records |
| Estados Unidos | February 2, 2010       | Rádio            | Island Records |
| Estados Unidos | February 25, 2010      | Download digital | Island Records |